# Nitroetano
El nitroetano  es un compuesto orgánico de fórmula molecular C2H5NO2. Similar en muchos aspectos al nitrometano, el nitroetano es un líquido aceitoso a temperatura y presión normales.  El nitroetano puro es incoloro y tiene olor a fruta.

## Preparación
El nitroetano se produce industrialmente por tratamiento de propano con ácido nítrico a 350-450 °C.  Esta reacción exotérmica produce industrialmente cuatro nitroalcanos significativos: nitrometano, nitroetano, 1-nitropropano, y 2-nitropropano.  En esta reacción intervienen radicales libres, como el CH3-CH2-CH2-O·, que surgen a través de homólisis del correspondiente nitrito éster.  Estos radicales alcoxi son susceptibles de sufrir reacciones de fragmentación del enlace C-C, lo que explica la formación de una mezcla de productos.

## Usos
Mediante condensaciones como la reacción de Henry, el nitroetano se convierte en varios compuestos de interés comercial.  La condensación con 3,4-dimetoxibenzaldehído permite obtener el precursor de la metildopa, una droga antihipertensiva.   El nitroetano se condensa con dos equivalentes de formaldehído para dar, después de la hidrogenación, 2-amino-2-metil-1,3-propanodiol, que a su vez se condensa con el ácido oleico para dar una oxazolina, que protona para dar un surfactante catiónico.
Al igual que algunos otros compuestos orgánicos nitrados, el nitroetano también se utiliza como un aditivo para combustibles y un precursor en la síntesis de explosivos.
El nitroetano es un disolvente útil para polímeros como el poliestireno y es particularmente útil para la disolución de adhesivos de cianoacrilato. Se ha utilizado en ciertas aplicaciones específicas, como componente en eliminadores de uñas artificiales, y en aerosoles selladores de techos elevados. 

## Toxicidad
Se sospecha que el nitroetano causa daños genéticos y es perjudicial para el sistema nervioso. Los valores típicos de su límite admisible de exposición son de 100 ppm. Su límite de exposición a corto plazo es típicamente 150 ppm. En contacto con la piel produce dermatitis en los humanos.  En estudios con animales, la exposición al nitroetano se observó que causaba lagrimeo, disnea, estertores pulmonares, edema;, lesión hepática y de riñón; y narcosis. Algunos niños han sido envenenados por la ingestión accidental de eliminador de uñas artificiales.

La dosis mortal 50% (LD 50) para ratas tiene un valor de 1100 mg/kg.